# 溫送珍
溫送珍（1925年—2021年1月19日），臺灣苗栗縣南鄉客家人，在臺北市經商有成後，常贊助客語、家鄉、學校教育等公益活動。

## 生平

### 成家立業
溫送珍為1925年生於苗栗南庄，父執輩為從峨眉遷居到南庄員林村。
溫送珍15歲時，在母親溫黃金妹出錢下，他到臺北幫老闆在台北中央市場批水果。溫送珍回憶日治時的台北對於族群無明顯界線，應徵店員也很受閩南籍老闆重用，因他們認為客家人刻苦耐勞、有信用。之後，溫送珍在台北南門市場附近的河島裱褙店作月薪十二元的裱褙工作。在這店工作時，溫送珍認識了老闆劉張賢的表妹黃細喜。
二戰期間，當溫送珍正要派遣去菲律賓作戰時，因船無法進港、拖延數日後就日本投降，隔年便與黃細喜結婚。日本人遣返時，溫送珍便以便宜的價格在南昌路買下四十坪的店鋪作百貨商行，取名「大源商號」販售日常用品、化妝品等。溫送珍說當時日本宿舍就成了來台北打拚的客家人的落腳處，客家人便開始於南昌街做起生意，全盛時期南昌路至少有四分之一是客家人。剛開始他批售化妝品生意不好，後來改賣肥皂銷售好，便在台北後火車站批更多民生用品，商店日益興隆。開店隔年長子溫錦森出生，之後共養育兩子三女。二二八事件時，遇到國軍闖入大源商號洗劫。經多年奮鬥，他在南昌路闢建五層樓的百貨公司大樓。

### 公益活動
1974年，溫送珍從商界退休。1982年起，他擔任台北市中正區調解委員會委員，翌年被推派為主席。
溫送珍事業有成後，常返鄉為員林村與一橋之隔的三灣鄉作公益活動。2003年12月15日，他出席捐贈的南埔國小校門改建落成典禮。他因家鄉小南埔老年化程度高，缺乏適合休憩的所在，捐贈新台幣三百萬元在南庄崇聖宮建立老人文康中心，2015年6月19日動工。
九二一地震後，溫送珍感於慈濟人愛心而決定捐出私人土地。此地是基隆市安樂區六合里為1954年所購，約一萬一千坪。早年政府為鼓勵造林，提出造林者得80%利潤的政策，因此他在翡翠水庫上游種約五十甲杉木，後來卻被列為水庫的保護區。對此，他反讓附近居民栽種蔬菜，從未向農民收取租金。依保護區土地審查要點規定，若作為公用事業或社會福利使用，則可有條件開發。2002年3月10日，證嚴法師當面向溫送珍夫婦致謝。之後，他擔任慈濟功德會董事。
溫送珍本與新竹交通大學毫無淵源。一次，溫送珍因該校研發省油車，捐新台幣十萬元鼓勵，後來因校長鄧啟福親自接待作簡報，深受感動之餘，就設立送珍敦品勵學獎學金，每年每系第一名獎學金五萬元。2000年4月16日交通大學校慶，校方特邀他與妻女前來參加。至2014年報導時，他已連續參加十五年的交大校慶。
客委會指出，對於台北市的客家活動，溫送珍幾乎無役不與，蘊育1988年12月28日還我客家話運動動員、1992年擔任寶島客家廣播電台建台基金發起人。溫送珍有感移居外地的客家人少講母語，在中央大學、交通大學客家學院、臺灣大學客家研究中心設立獎學金。2001年，他與頭份鎮張致遠工作室合作，購置兩百多套四縣腔客音字典，贈給南庄、獅潭、大湖、三灣國中小學校。2002年起，他贊助機關團體舉辦客語演講比賽「珍喜盃」、客語笑科比賽「寶溫盃」。2009年9月27日，第一屆全國客家會議，由總統馬英九頒第三屆客家終身貢獻獎給溫送珍與陳運棟。當溫送珍獲頒客家貢獻獎終身成就獎時，僅留下獎座，將百萬元獎金全數捐岀，並補足稅後差額，再加碼一百萬元給中央大學客家學院。
作家葉倫會為其寫書《寫真情實話溫送珍訪談錄》。
2021年1月19日，溫送珍去世。2月9日，客委會主委楊長鎮出席告別式，代表總統蔡英文頒發褒揚令。